# Campsis
Genre
Classification phylogénétique
Campsis est un genre de plantes à fleurs de la famille des Bignoniaceae.

## Liste d'espèces
- Campsis grandiflora, originaire de Chine ou du Japon,
- Campsis radicans, la trompette de Virginie

Les deux espèces sont susceptibles de s’hybrider (par exemple : Campsis × tagliabuana, dont « Mme Galen » est le cultivar le plus connu).